# Radio Londra (programma televisivo)
Radio Londra è stata una trasmissione televisiva di approfondimento giornalistico condotta da Giuliano Ferrara su Canale 5 e su Italia 1 tra il 1989 e il 1994.
Il nome del programma deriva da Radio Londra, servizio in lingua italiana della BBC in onda dal 1938 al 1981.
La sigla era costituita dal celebre tema Moonlight Serenade di Glenn Miller.
La trasmissione iniziò il 13 febbraio 1989 su Canale 5 e andava in onda dal lunedì al sabato dalle 20:25 alle 20:30, fino al 3 giugno successivo; una seconda stagione andò in onda dal 7 gennaio al 31 maggio 1991 sulla stessa rete, in orario leggermente anticipato per lasciare spazio a Striscia la notizia. Una terza e ultima stagione andò in onda invece su Italia 1, dalle 19:55 alle 20:05 dal lunedì al venerdì, dal 4 ottobre 1993 fino a terminare il 10 maggio 1994 a causa della nomina a Ministro per i rapporti con il Parlamento del conduttore.

## Qui Radio Londra
A partire dal 14 marzo 2011 la trasmissione, benché sotto nuove vesti,  torna su Rai 1, dopo il Tg1, sotto il nome di Qui Radio Londra.